# Collada d'en Proi
La Collada d'en Proi és una collada situada a 980,6 m alt en el límit dels termes comunal de Costoja, a la comarca del Vallespir (Catalunya del Nord), i municipal d'Albanyà, de la de l'Alt Empordà.
Està situat a l'extrem de llevant del terme de Costoja, al sud de la Creu del Canonge, al nord-est del poble de Costoja, al nord-est del Roc del Bau i de Provadones de Dalt. En aquest coll hi ha la fita transfronterera número 543, una creu gravada i pintada en una roca inclinada encarada a migdia.